# إنجي ماجنوسون
إنجي ماجنوسون (بالنرويجية البوكمول: Inge Magnusson)‏ هو سياسي نرويجي، ولد في 1150، وتوفي في 1202 في النرويج.